# Seznam vrcholů ve Vizovické vrchovině

Vizovická vrchovina na mapě Vnějších Západních Karpat

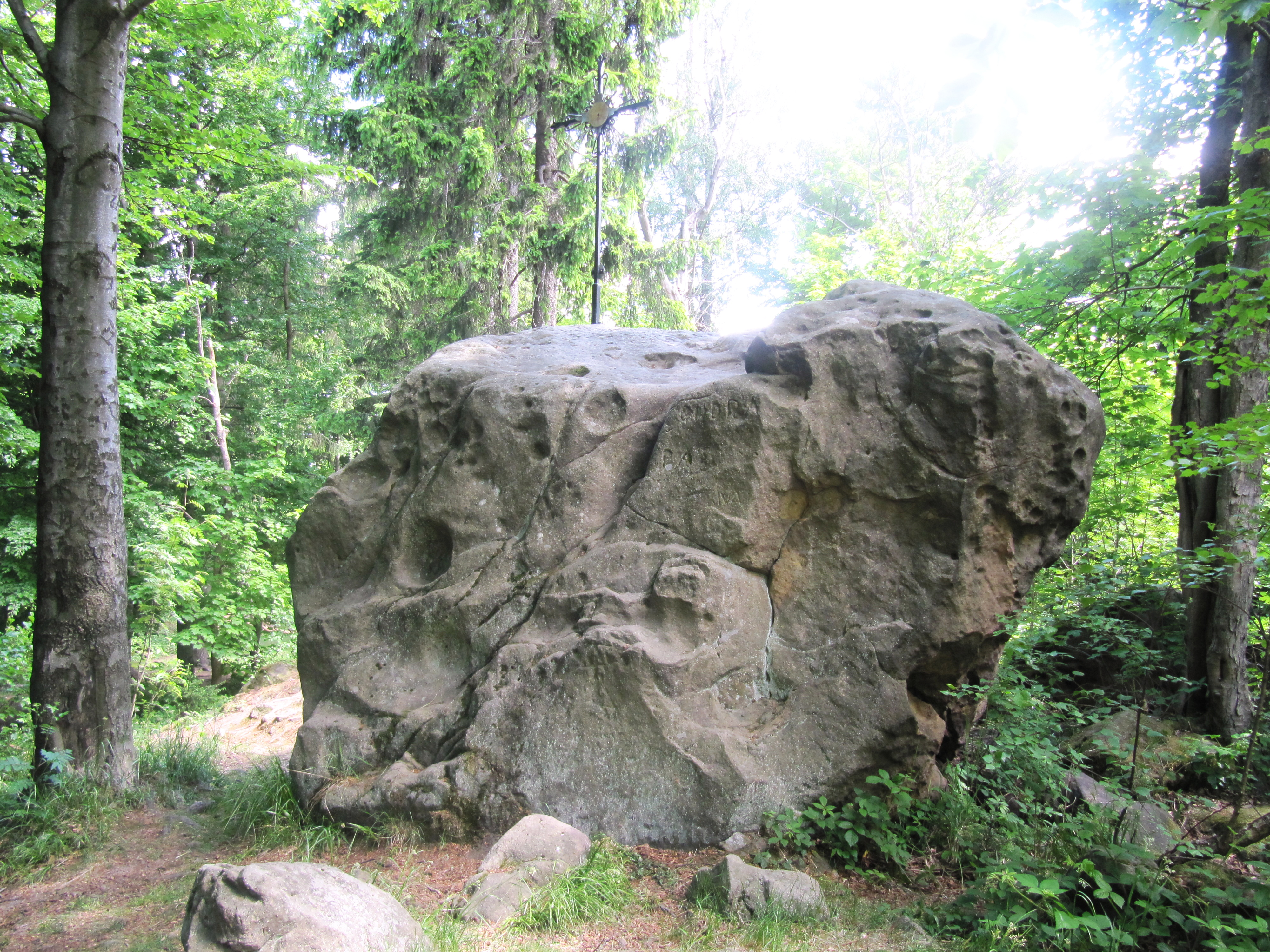
Klášťov (753 m)

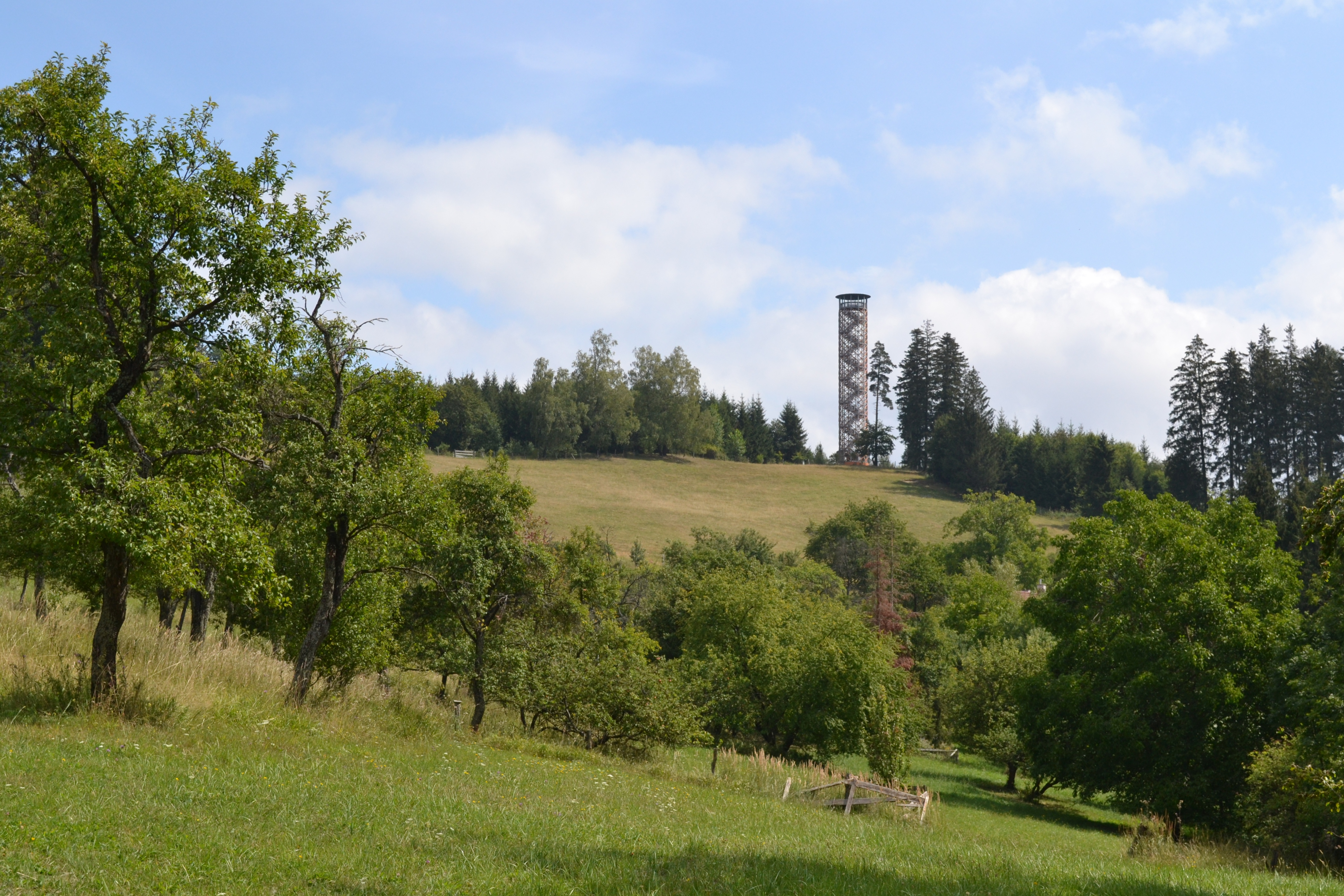
Vartovna (651 m)

Seznam vrcholů ve Vizovické vrchovině obsahuje pojmenované vizovické vrcholy s nadmořskou výškou nad 600 m a dále všechny vrcholy s prominencí (relativní výškou) nad 100 m. Seznam je založen na údajích dostupných na stránkách Mapy.cz a v Geoprohlížeči Zeměměřického úřadu. Jako hranice pohoří byla uvažována hranice stejnojmenného geomorfologického celku.

## Seznam vrcholů podle výšky
Seznam vrcholů podle výšky obsahuje všechny pojmenované vrcholy s nadmořskou výškou nad 600 m a prominencí alespoň 5 m. Celkem jich je 23, z toho 5 s výškou nad 700 m a 13 s výškou nad 650 m. Nejvyšší horou je Klášťov s nadmořskou výškou 753 m, který se nachází v geomorfologickém okrsku Klášťovský hřbet.
| #   | Vrchol         | Výška m n. m. | Souřadnice                       | Okrsek              | Přístup                                                                                                 |
| --- | -------------- | ------------- | -------------------------------- | ------------------- | --- |
| 1.  | Klášťov        | 753           | 49°12′21″ s. š., 17°56′38″ v. d. | Klášťovský hřbet    | modrá turistická značka                                                                                 |
| 2.  | Svéradov       | 737           | 49°12′54″ s. š., 17°57′25″ v. d. | Klášťovský hřbet    | modrá turistická značka · zelená turistická značka · naučná turistická značka                           |
| 3.  | Krajčice       | 730           | 49°12′50″ s. š., 18°01′36″ v. d. | Klášťovský hřbet    | neznačeno                                                                                               |
| 4.  | Javorník       | 720           | 49°13′28″ s. š., 18°00′00″ v. d. | Klášťovský hřbet    | neznačeno                                                                                               |
| 5.  | Rovně          | 702           | 49°12′07″ s. š., 17°55′26″ v. d. | Rysovský hřbet      | modrá turistická značka · naučná turistická značka                                                      |
| 6.  | Vrchkopec      | 699           | 49°13′08″ s. š., 18°02′25″ v. d. | Klášťovský hřbet    | neznačeno                                                                                               |
| 7.  | Láz            | 696           | 49°12′18″ s. š., 17°59′49″ v. d. | Klášťovský hřbet    | neznačeno                                                                                               |
| 8.  | Suchý vrch     | 694           | 49°11′46″ s. š., 17°54′30″ v. d. | Rysovský hřbet      | neznačeno                                                                                               |
| 9.  | Vrátnica       | 683           | 49°12′40″ s. š., 18°00′22″ v. d. | Klášťovský hřbet    | žlutá turistická značka                                                                                 |
| 10. | Doubrava       | 676           | 49°11′02″ s. š., 17°52′23″ v. d. | Rysovský hřbet      | modrá turistická značka · naučná turistická značka                                                      |
| 11. | Komonec        | 672           | 49°09′24″ s. š., 17°46′24″ v. d. | Rysovský hřbet      | modrá turistická značka · naučná turistická značka                                                      |
| 12. | Hvězdák        | 657           | 49°09′43″ s. š., 17°46′03″ v. d. | Rysovský hřbet      | neznačeno                                                                                               |
| 13. | Vartovna       | 651           | 49°16′12″ s. š., 17°56′19″ v. d. | Seninecká vrchovina | modrá turistická značka · zelená turistická značka · žlutá turistická značka · naučná turistická značka |
| 14. | Široká         | 646           | 49°15′34″ s. š., 17°56′34″ v. d. | Seninecká vrchovina | neznačeno                                                                                               |
| 15. | Bába           | 634           | 49°09′17″ s. š., 17°45′48″ v. d. | Rysovský hřbet      | neznačeno                                                                                               |
| 16. | Hůrka          | 634           | 49°12′17″ s. š., 17°57′32″ v. d. | Klášťovský hřbet    | neznačeno                                                                                               |
| 17. | Kopřivné       | 625           | 49°17′48″ s. š., 17°53′23″ v. d. | Všeminská vrchovina | červená turistická značka                                                                               |
| 18. | Slavický kopec | 624           | 49°10′03″ s. š., 17°47′21″ v. d. | Rysovský hřbet      | neznačeno                                                                                               |
| 19. | Klokočí        | 623           | 49°10′35″ s. š., 17°51′01″ v. d. | Rysovský hřbet      | neznačeno                                                                                               |
| 20. | Lány           | 615           | 49°15′32″ s. š., 17°57′57″ v. d. | Seninecká vrchovina | zelená turistická značka · naučná turistická značka                                                     |
| 21. | Homole         | 609           | 49°15′21″ s. š., 17°57′36″ v. d. | Seninecká vrchovina | neznačeno                                                                                               |
| 22. | Papradná       | 603           | 49°12′10″ s. š., 17°53′48″ v. d. | Rysovský hřbet      | neznačeno                                                                                               |
| 23. | Brda           | 600           | 49°08′58″ s. š., 17°45′17″ v. d. | Rysovský hřbet      | neznačeno                                                                                               |

## Seznam vrcholů podle prominence
Seznam vrcholů podle prominence obsahuje všechny vizovické vrcholy s prominencí (relativní výškou) nad 100 m bez ohledu na nadmořskou výšku. Celkem jich je 8. Nejprominentnějším vrcholem je nejvyšší Klášťov (246 m) v geomorfologickém okrsku Klášťovský hřbet.
| #  | Vrchol     | Výška m n. m. | Promi- nence | Izolace (km)       | Souřadnice                       | Přístup                                                                                                 |
| -- | ---------- | ------------- | ------------ | ------------------ | -------------------------------- | --- |
| 1. | Klášťov    | 753           | 246          | 10,2 → Hradisko    | 49°12′21″ s. š., 17°56′38″ v. d. | modrá turistická značka                                                                                 |
| 2. | Komonec    | 672           | 224          | 07,8 → Doubrava    | 49°09′24″ s. š., 17°46′24″ v. d. | modrá turistická značka · naučná turistická značka                                                      |
| 3. | Rysov      | 542           | 144          | 01,5 → Brda        | 49°08′58″ s. š., 17°43′45″ v. d. | naučná turistická značka                                                                                |
| 4. | Vartovna   | 651           | 143          | 05,7 → Svéradov    | 49°16′12″ s. š., 17°56′19″ v. d. | modrá turistická značka · zelená turistická značka · žlutá turistická značka · naučná turistická značka |
| 5. | Zadní vrch | 424           | 141          | 05,6 → Tlustá hora | 49°15′38″ s. š., 17°38′11″ v. d. | neznačeno                                                                                               |
| 6. | Kamenná    | 482           | 119          | 01,5 → Oberský     | 49°08′17″ s. š., 17°42′19″ v. d. | neznačeno                                                                                               |
| 7. | Mladý háj  | 536           | 114          | 04,9 → Homole      | 49°07′33″ s. š., 17°50′47″ v. d. | neznačeno                                                                                               |
| 8. | Myšince    | 353           | 103          | 03,4 → Černá hora  | 49°01′33″ s. š., 17°35′15″ v. d. | neznačeno                                                                                               |